# Norddeutsche Papier-Industrie

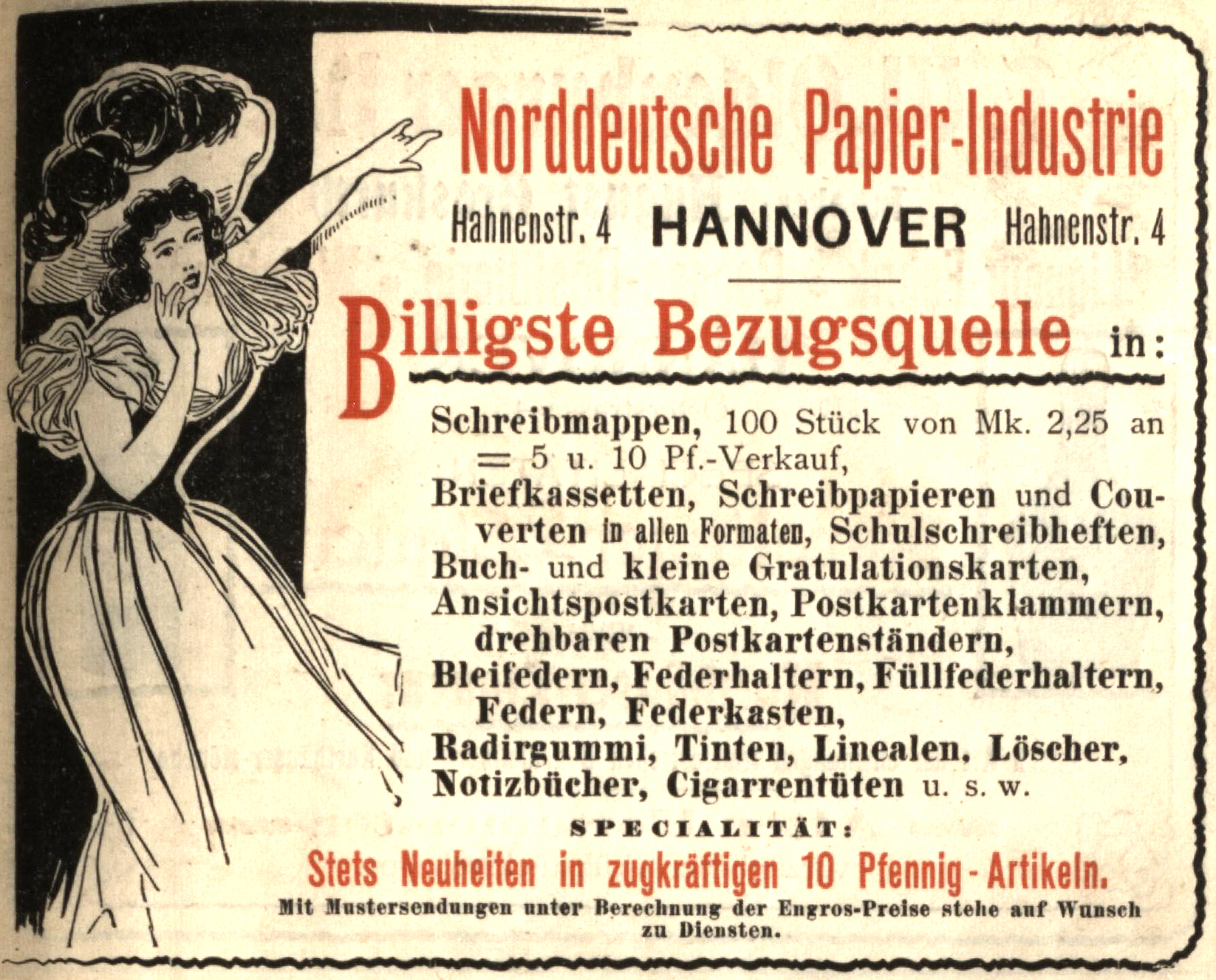
Jugendstil-Annonce der Firma von 1906 unter der Adresse Hahnenstraße 4 in Hannover

Die Norddeutsche Papier-Industrie war um 1900 ein Ansichtskarten-Verlag in Hannover unter der Adresse Burgstraße 41.

## Geschichte

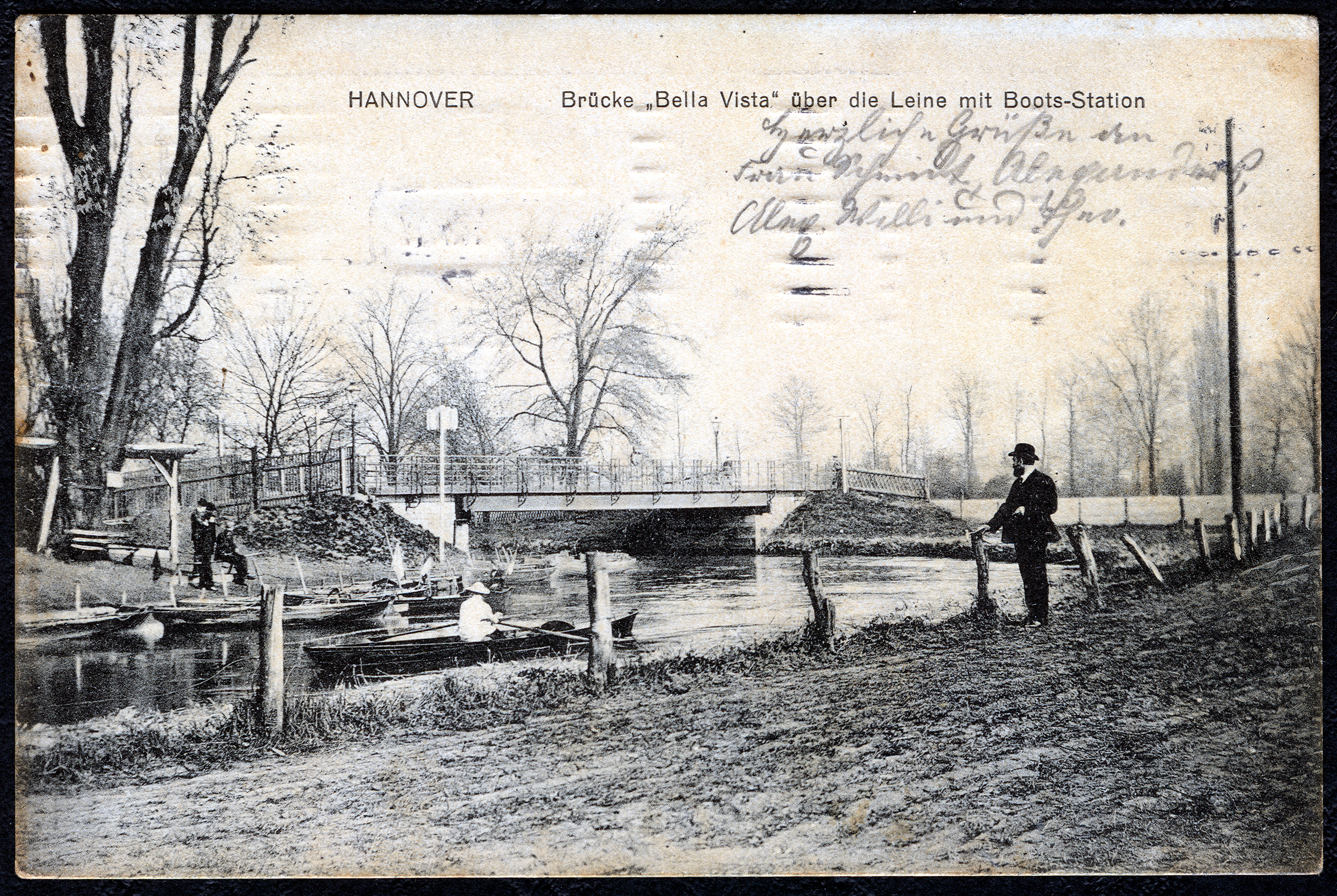
Brücke Bella Vista über die Leine mit Boots-Station; Ansichtskarte No. 1461, um 1905 (postalisch verwendet 1911)

Die Firma wurde bekannt durch ihre im Lichtdruck hergestellten, fortlaufend nummerierten Ansichtskarten. So ist beispielsweise die Karte No. 1461 mit einer frühen Fotografie der Bella-Vista-Brücke bekannt.
Darüber hinaus sind auch nicht nummerierte Postkarten des Unternehmens bekannt, sowie Ansichtskarten aus anderen deutschen Orten, etwa von der Osterstraße in Hameln.